# Калапот
Вижте пояснителната страница за други значения на Панорама.
Калапо̀т (на гръцки: Πανόραμα, Панорама, до 1953 година: Καλαπότι, Калапоти, катаревуса: Καλαπότιον, Калапотион) е село в Гърция, дем Просечен на област Източна Македония и Тракия.

## География
Селото се намира на 560 m надморскак височина, на 20 km северозападно от демовия център Просечен (Просоцани) високо в прохода, отделящ планината Щудер (Агиос Павлос) от Сминица (Меникио) и Драмското от Елеското поле.

## История

### Етимология
Според Йордан Н. Иванов най-вероятното обяснение на името е от гръцкото καλαπόδι, калъп за обувки, вероятно свързано с географията – селото е в дълбок дол между Щудер и Сминица. Възможно е и да е от καλός, хубав и πόδι, крак или οδόι, пътища – през селото е минавал стар римски път от Неврокоп за Долно Броди и Зъхна. Жителското име е калапо̀жденин, калапо̀жденка, калапо̀ждене

### В Османската империя
Старото местно население на Калапот е дервенджийско, чисто българско. До към първата половина на XIX век в селото е развито железодобиването, но сведенията за това са твърде оскъдни. По-късно се развива и въглищарството, а след това част от населението се занимава и с кираджийство. Около Калапот е имало много стари рудни галерии – свидетелство за развито през средновековието рударство.
През втората половина на XIX век селото е част от казата Зъхна на Серския санджак. В 1841 година е изградени църквата „Успение Богородично“. Гръцка статистика от 1866 година показва Калаподи (Καλαπόδι) като село с 1550 жители православни българи. В 1865 е построена църквата „Свети Димитър“, която е изписана в 1874 година.
В „Етнография на вилаетите Адрианопол, Монастир и Салоника“, издадена в Константинопол в 1878 година и отразяваща статистиката на населението от 1873 Калапот (Kalapot) е посочено като село с 328 домакинства и 1000 жители българи. В 1889 година Стефан Веркович („Топографическо-этнографическій очеркъ Македоніи“) отбелязва Калапод като село с 240 български къщи.
В 1891 година Георги Стрезов пише:
| „ | Калапот, голямо село, разположено между Щудер и Шминица, клонове от Боздаг; на С от Зиляхово 3 часа, в един тесен проход, през който се минува за Елес и други неврокопски села. Главно занимание на жителите е кираджилък. Ражда се грозде, от което има за изнасяне. Най-добрата църква „Св. Богородица“, в която се чете смесено. Има още 8 други църкви. До селото нов манастир „Св. Димитър“. Училището смесено с 20 ученика. Двуетажно прекрасно здание. 440 къщи само българе. | “ |

Към 1900 година според статистиката на Васил Кънчов („Македония. Етнография и статистика“) Калапот брои 2500 жители българи. Всички жители на Калапот в началото на XX век са под върховенството на Българската екзархия. По данни на секретаря на Екзархията Димитър Мишев („La Macédoine et sa Population Chrétienne“) в 1905 година в Калапот (Kalapot) има 3200 българи екзархисти и работи българско начално училище с 2 учители и 129 ученици.
В миналото Калапот е било село на черкви и манастири – 8 на брой. Манастири имало в околовръст навсякъде, но най-голям от тях бил „Свети Димитър“, построен със средства на казата.
При избухването на Балканската война в 1912 година 35 души от Калапот са доброволци в Македоно-одринското опълчение.

### В Гърция
В 1913 година по време на Междусъюзническата война Калапот е разорено и опожарено от гърците, а голяма част от местните българи се спасяват в България. Според гръцката статистика, през 1913 година в Калапот (Καλαπότι) живеят 168 души. След войната селото остава в Гърция.
През 1916 – 1918 година Калапот е под българско управление. Данни от март 1918 година сочат 380 жители и 83 къщи. През пролетта на същата година в селото работят двама свещеници, функционира и манастир.
През 1913 и 1918 година почти цялото население завинаги се изселва в България, като там остават само 2 – 3 семейства. Най-много наследници на бежанци от Калапот има в Гоце Делчев, където основават цял квартал, наречен Калапотска махала. След Търлиския инцидент в 1924 година още 55 души бягат в България. В 20-те години на мястото на изселилите се българи са заселени 46 гърцки бежански семейства със 161 души. В 1928 година в селото е смесено българо-бежанско с 46 бежански семейства със 164 жители. В селото се заселват още гърци бежанци от околните села.
След края на българското управление (1941 – 1944), в 1945 – 1946 година има нова емиграционна вълна към България. По време на Гражданската война в Гърция (1946 – 1949) населението е изселено във вътрешността на страната и след нормализацията се връща само част. В 1953 година селото е прекръстено на Панорама. От 60-те години започва масово изселване към големите градове.
| Име                 | Име            | Ново име        | Ново име       | Описание                                                                          |
| ------------------- | -------------- | --------------- | -------------- | --------------------------------------------------------------------------------- |
| Каин Бунар          | Καΐν Μπουνάρ   | Пурнария        | Πουρνάρια      | местност в Сминица на З от Калапот                                                |
| Долно Черешово      | Κάτω Τσερέσοβα | Като Керасия    | Κάτω Κερασιά   | ниви в Сминица на З от Калапот, изведено от череша по същия начин както и Крушево |
| Горно Черешово      | Άνω Τσερέσοβα  | Ано Керасия     | Άνω Κερασιά    | ниви в Сминица на З от Калапот, изведено от череша по същия начин както и Крушево |
| Равеница            | Ραβενίτσα      | Ипсома Аврамиди | Ύψωμα Άβραμίδη | връх в Сминица на Ю от Калапот                                                    |
| Главица или Главице | Γκλαβίτσα      | Кефалаки        | Κεφαλάκι       | склон и горичка в Щудер на Ю от Калапот, умалително от глава, връх с обла форма   |
| Куз баир            | Κούζ Μπαΐρ     | Скиерон         | Σκιερόν        | гора в Щудер на С от Калапот                                                      |

| Година    | 1913 | 1920 | 1928 | 1940 | 1951 | 1961 | 1971 | 1981 | 1991 | 2001 | 2011 | 2021 |
| --------- | ---- | ---- | ---- | ---- | ---- | ---- | ---- | ---- | ---- | ---- | ---- | ---- |
| Население | 168  | 258  | 256  | 597  | 288  | 323  | 54   | 33   | 78   | 89   | 42   | 20   |

## Личности
Родени в Калапот
- Ангел Петров Милитиев (1858 – 1937), български революционер от ВМОК
- Ангел Петков Ласин (1887 – 1960) син на Петко Ласин, участвал в боевете за Битола през Първата световна война, останал в плен седем години в Марсилия, Франция.
- Георги Ангелов, македоно-одрински опълченец, 20 (24)-годишен, земеделец, IV отделение, 4 рота на 14 воденска дружина, носител на орден „За храброст“ IV степен[25]
- Георги Дерменджиев (1906 – ?), български революционер от ВМРО
- Георги Пандев – Миздрахи (1869 – 1929), български революционер от ВМОРО
- Георги Кемалов (1889 – 1923), деец на БЗНС
- Георги Кильов – Правото (1884 – 1925), български комунист
- Георги Попатанасов (1884 – 1923), български революционер и деец на БЗНС
- Димитър Ардалиев, македоно-одрински опълченец, 19-годишен, надничар, основно образование, 14 воденска дружина, носител на бронзов медал[26]
- Димитър Каракузов (? – 6 юли 1906), деец на ВМОРО, загинал при атентат срещу гръцкото казино в Драма, в който участват Пейо Гарвалов и Димо Попигнатов[27]
- Димитър Кемалов (1899 – 1923), деец на БЗНС
- Димитър Попангелов, български духовник
- Иван Костов, доброволец в четата на Иван Атанасов – Инджето през Сръбско-българската война в 1885 година[28]
- Иван Милушев (1893 – 1932), български революционер
- Иван Перков (1891 – 1988), македоно-одрински опълченец, земеделец, основно образование,  3 рота на 14 Воденска дружина
- Илия Михайлов Илчев, български военен деец, поручик, загинал през Втората световна война[29]
- Кирил Кемалов (1906 – 1973), деец на БЗНС
- Костадин Дерменджиев (? – 1923), деец на БЗНС
- Костадин Попиванов (? – 1923), деец на БЗНС
- Никола Ангелов, македоно-одрински опълченец, 29-годишен, земеделец, неграмотен, 2 рота на 14 воденска дружина, убит на 8 юли 1913 година[30]
- Никола Геров (1878 – 1972), български духовник и революционер
- Никола Попов, български учител, възпитаник на Солунската българска гимназия, комунист до Септемврийското въстание, след което преминава към ВМРО, учител в Мусомища, а след 1941 година в родното си село, умира от рак преди 1944 г.[31]
- Петко Ласин (ок. 1850 – 1910) посрещал в дома си Гоце Делчев и Яне Сандански
- Тодор Ангелов, македоно-одрински опълченец, основно образование, жител на Валовища, четата на Стойо Хаджиев, Втора рота на Петнадесета щипска дружина[32]
- Христо Ангелов, македоно-одрински опълченец, 21-годишен, земеделец, неграмотен, 2 рота на 4 битолска дружина[33]

Други
- Ева Тупарова (1923 – 2002), българска актриса, по произход от Калапот